# Sundadvärguv
Sundadvärguv (Otus lempiji) är en fågel i familjen ugglor inom ordningen ugglefåglar.

## Utseende och läte
Sundadvärguven är en liten brun uggla med stora mörka ögon och små, mjuka örontofsar. De mörkbruna, nästan svarta ögonen skiljer den från annars liknande arter som rajadvärguv, orientdvärguv och bergdvärguv. Kaneldvärguven har också mörka ögon, men har mörkare ansikte och rostfärgad anstrykning. Liksom andra små dvärguvar hörs den oftare en ses, gläfsande hoande ljud i åtskilda intervaller.

## Utbredning och systematik
Sundadvärguv delas in i fem underarter med följande utbredning:
- Otus lempiji condorensis – södra Thailand (söder om Kranäset)
- Otus lempiji lempiji – Malackahalvön, södra Sumatra, Bangka, Belitung, Java, Borneo och Bali
- Otus lempiji hypnodes – norra och centrala Sumatra
- Otus lempiji lemurum – norra Borneo
- Otus lempiji kangeanus – Kangeanöarna i Javasjön

Tidigare inkluderades den i vad som nu urskiljts som indisk dvärguv (O. bakkamoena) och vissa gör det fortfarande.

## Status
Arten har ett stort utbredningsområde och beståndet anses stabilt. Internationella naturvårdsunionen IUCN listar den därför som livskraftig (LC).